# L'Albi
L'Albi là một đô thị trong tỉnh Lleida, cộng đồng tự trị Cataluña Tây Ban Nha. Đô thị L'Albi có diện tích là 32,61 ki-lô-mét vuông, dân số năm 2009 là 847 người với mật độ 25,97 người/km². Đô thị L'Albi có cự ly km so với tỉnh lỵ Lleida.